# 中心语
中心语（英語：head）或中心词，是短语的中心部分，决定短语的词性，而短语的其他部分起修饰作用，称作修饰语。 如名词性短语“香港记者”的中心语是名词“记者”、动词性短语“跑得真快”的中心语是动词“跑”。

## 语言差异

### 汉语
现代汉语中，中心语与定语、状语组成偏正短语（定中短语和状中短语），与补语组成中补短语。
有的语法书认为中心语可以是短语，因此称中心语比中心词更恰当些。例如：
- 那滩乌龙茶色尿液

上例短语中，定语“那滩”修饰中心语“乌龙茶色尿液”，定语“乌龙茶色”修饰中心语“尿液”。而不是“那滩乌龙茶色”修饰“尿液”。

### 英语
英语中，一个合成词的中心语是决定其语义类型的詞幹，如“handbag”的中心语是“bag”，因为handbag是bag（包），不是hand（手）。观察下面这两个表述：
- big red dog
- birdsong

名词 dog 是短语 big red dog 的中心语，因为它决定了短语的句法范畴，使该短语成为一个名词短语，而不是形容词短语。形容词 big 和 red 是用来修饰中心语的，故称为依存语。类似地，合成词 birdsong 中词干 song 是中心语，因为它决定了整个词的基本意义。词干 bird 是 song 的依存语。Birdsong 是一种 song，而不是一种 bird。反过来 songbird 就是一种 bird。
依存语法中，短语或合成词中修饰中心语的部分，称为依存语。中心语与依存语形成一个依存关系（英語：dependency）。有中心语的短语或合成词称之为“向心的”（英語：endocentric）（向心结构），离心结构（英語：exocentric）则指没有中心语的结构。中心语对于确定分枝的方向至关重要。中心语前置的短语向右分枝，中心语后置的短语向左分枝，中心语居中的短语左右都分枝。

## 分析树表示

### 分析树
许多句法理论都是用树形结构来表示中心语的。这些分析树往往按照以下两种关系之一进行组织：要么是短语结构语法的构成关系（图左），要么是依存语法的依存关系（图右）。如图：
字母a标记的分析树通过语法范畴标签来确定中心语，字母b标记的分析树通过单词本身来标记。名词 stories (N) 是 funny (A) 的中心语。左边的构成关系树中，名词将它的语法范畴投射到母节点中，使得整个短语是名词性的 (NP)。右边的依存关系树中，名词只投射一个节点，这个节点支配形容词投射的节点，也使得整个短语是名词性的。

### 更多例子
下面要举更多的例子。左边以a标记的是构成关系树，右边以b标记的是依存关系树。以下都使用单词本身进行标记，而非语法范畴标记。

#### 中心语居中
这里的中心语居中的构成关系树采用更传统的n元分枝分析。由于许多著名的短语结构语法理论（如管辖与约束理论和最簡方案）都采用二元分枝法，这些n元分枝树可能具有争议。

### X′理论树
基于X′理论的分析树也可以确定中心语的位置，尽管对中心语的描绘不那么直接。英语的标准X′理论架构如下：
这个结构中同时有中心语前置和后置：前置体现在于中心语 X0 在补足语前面；后置体现在于中心语的投射X′在标定语后面。

## 中心语方向性参数
中心语对于确定分枝的方向至关重要。中心语前置的短语向右分枝，中心语后置的短语向左分枝，中心语居中的短语左右都分枝。于是有些语言分类学家根据語序中的这种中心词方向性参数将语言从句法学上进行分类，假定每种语言有一个固定的语序。下图是英文版卡夫卡《变形记》的第一句话“他发觉自己已经变成了一只巨大的虫子”的依存关系树：
分析树表明英语很大程度上是一门中心语前置的语言，从左到右结构逐渐下降。但也有少数中心语后置的依存关系存在，如限定词-名词依存关系（a bug）、形容词-名词依存关系（monstrous bug, verminous bug）、主语-动词依存关系（he discovered, he had）。事实上中心语前置、中心语后置的混合才是常态，纯粹的中心语前置或中心语后置语言可能根本就没有。尽管如此，像日语这样的语言就在往纯粹中心语后置靠拢。如下图，同样的一句话用日语表述出来，就不难发现日语中中心语后置占绝对主要地位（从左到右结构逐渐上升）：

## 中心语标记与依存词标记
根据一个短语是中心词标记还是依存词标记也可将短语从词法学上分为两类。依存词影响中心语的形式，称为中心语标记；中心语影响依存词的形式，则称为依存词标记。比如英语的所有格标记 's 出现在依存词（拥有者）上；匈牙利语中所有格标记则出现在中心语上：
| 英语     | the man's house | 依存词标记 |
| 匈牙利语 | az ember ház-a  | 中心语标记 |